# GNU C library
A GNU C Library, röviden glibc, a GNU Projekt keretében készült implementációja a szabványos C könyvtárnak (libc) – amely az ANSI C és további szabványokban definiált alapvető funkcionalitást valósítja meg. A nevével ellentétben már támogatja a C++ programnyelvet is (közvetetten pedig több másikat). Fejlesztése az 1980-as években kezdődött a Free Software Foundation (FSF) gondozásában, a nyílt forrású GNU operációs rendszer számára.
Az alapítvány GNU Lesser General Public License (LGPL) alatt adja ki, tehát szabad szoftver.
A glibc a Linux rendszerek kritikus fontosságú eleme, mivel a Linux disztribúciókban minden program a glibc függvénytáraira épül. ( többek között az stdio.h függvényei, adatszerkezetei is itt vannak megvalósítva) 

## Története
A glibc projekten az 1980-as évekbeli kezdetétől elsősorban Roland McGrath munkálkodott, aki még tizenévesként kezdett dolgozni a Free Software Foundation csapatában.
1988-ban az FSF beszámolója szerint a glibc már közel jár hogy teljes egészében megvalósítsa az ANSI C szabványban deklarált funkcionalitásokat. 1992-ben már elkészültek az ANSI C-1989 és a POSIX.1-1990 szabványokban leírt funkciók implementálásával és megkezdik a POSIX.2 szabvány beemelését.
1995-ben Ulrich Drepper megtette első hozzájárulását a glibc kódbázisához, és az 1990-es évek során fokozatosan előlépett a projekt első számú programozójává és karbantartójává.

## Fordítás
- Ez a szócikk részben vagy egészben  a   GNU C Library című angol Wikipédia-szócikk fordításán alapul.  Az eredeti cikk szerkesztőit annak laptörténete sorolja fel. Ez a jelzés csupán a megfogalmazás eredetét és a szerzői jogokat jelzi, nem szolgál a cikkben szereplő információk forrásmegjelöléseként.